# Петухов, Илья Александрович
Илья Александрович Петухов (род. 20 апреля 1984, Ижевск) — российский скрипач, дирижёр, композитор. Заместитель председателя Союза композиторов Удмуртской Республики.

## Биография
Родился 20 апреля 1984 года в Ижевске. В 2003 году окончил Республиканский музыкальный колледж по классу скрипки (класс преподавателя, заслуженного работника культуры Удмуртской Республики, Грудцина Льва Владимировича). В 2009 году окончил Удмуртский государственный университет.
С 2012 года — член Союза композиторов Удмуртской Республики и Российской Федерации. С 2014 года — заместитель председателя Союза композиторов УР.
Преподаёт в Республиканском музыкальном колледже (Ижевск) дисциплины: специальный инструмент, камерный ансамбль. Руководитель ансамбля скрипачей колледжа. С 2019 года — руководитель и дирижёр молодёжного симфонического оркестра колледжа.
Как солист выступает в различных камерных ансамблях, в частности в струнном квартете «Чайковский», а также во множестве других музыкальных проектах.

## Творчество
Илья Петухов является автором инструментальной музыки различных жанров и форм. Одной из главных черт его творчества является сочетание фольклора (как правило, удмуртского) с элементами эстрадной или джазовой музыки.

## Список произведений

### Для оркестра
- Прелюдия для симфонического оркестра (2014)

### Для оркестра и солистов
- Бурлеска для тубы с оркестром (2009)
- «Элегия» для альта с оркестром (2015)
- Концерт для фортепиано с оркестром (2016—2017)
- Самба для фортепиано с оркестром (2017)
- Романс для саксофона с оркестром (2017)

### Ансамблевая музыка
- Прелюдии и Вариации на тему Дж. Каччини для ансамбля скрипачей памяти Л. Е. Радионова (2007)
- Соната для альта и фортепиано (2008)
- Концертное скерцо для трёх фаготов (2008)
- «Итальянская босса-нова» для джазового ансамбля (2011)
- Джазовая сюита на темы народных песен для струнного квинтета (2012)
- Фантазия на темы удмуртских песен для струнного квартета (2013)
- Фантазия на тему английской баллады «The Greensleeves» для струнного квартета (2013)
- «Три детских рисунка» для струнного квартета (2013)
- «Концертино» для ансамбля скрипачей и альтистов (2014)
- Струнный квартет (2014)

### Для фортепиано с солистом
- «Скерцино» для фагота и фортепиано (2008)
- «Рондино-юмореска» для скрипки и фортепиано (2010)
- «Largo» для скрипки и фортепиано (2011)
- «Moderato» для виолончели и фортепиано (2015)

### Для инструмента-соло
- «Adagio Doloroso» для скрипки соло памяти Н. М. Шабалина (2008
- Поэма для скрипки соло (2008)
- «Музыка уходящего вечера» для флейты соло (2008)
- «Неправильный блюз» для фортепиано (2017)

## Награды[1]
- Почётная грамота Министерства культуры и туризма Удмуртской Республики
- Лауреат Международного конкурса «На крыльях таланта» (премия Гран-При) (как исполнитель — скрипач)
- Лауреат (Первое призовое место) в области музыкального искусства Республиканского конкурса на создание литературных, музыкальных, художественных произведений и произведений журналистского мастерства «Посвящение П. И. Чайковскому» в номинации «Камерно-инструментальная музыка»
- Лауреат конкурса на создание музыкальных произведений, посвящённых 70-летию Победы в Великой Отечественной войне 1941—1945 годов, в номинации «Симфоническая музыка»
- Диплом Международного конкурса-фестиваля музыкального наследия современных композиторов «Чайковский — наследие» (г. Москва)
- Диплом Фонда поддержки национальной культуры им. П. И. Чайковского за высокий профессиональный уровень выступления на Международной научно-исполнительской конференции «Культурно-образовательное пространство творчества современных композиторов» (г. Москва)